# Claudy Chapeland
Claudy Chapeland (né le 27 novembre 1943 à Levallois-Perret, mort le 2 juillet 2021 à Bras dans le Var) est un enfant acteur français. Il a notamment interprété à plusieurs reprises le rôle de Louis XIII enfant.

## Filmographie
- 1950 :  Trois Télégrammes : Arthur
- 1953 : Le Retour de don Camillo : Beppo Bottazzi
- 1954 : Tourments : Jean-Claude Duflot
- 1954 : Si Versailles m'était conté... de Sacha Guitry : Louis XIII enfant
- 1955 : Impasse des vertus : Jeannot Pallier
- 1955 : Napoléon de Sacha Guitry : Alexandre Walewski
- 1956 : Les Insoumises de Pierre Méré
- 1956 : Si Paris nous était conté de Sacha Guitry  : Louis XIII enfant
- 1957 : Je reviendrai à Kandara de Victor Vicas